# Чешме
Чешме (тур. Çeşme) је познато летовалиште у близини Измира, на обали Егејског мора у азијском делу Турске. Његова површина је 285 км2, а број становника је 48.924 (2022).
Највероватније се у Чешмеу налазио старогрчки полис Бутеја (Βούθεια или Βουθία на старогрчком). У 5. веку пре нове ере, Бутеја је била зависна од Еритреје и плаћала је данак Атини као члан Делског савеза. Све до 16. септембра 1922. Грци су чинили већину Чешмеа и његове околине. У општини Чешме је било 39.073 Грка, док је Турака било 4.539 и Јевреја 199. Године 1924. са разменом становништва, у град су се населили муслимани из Грчке, док су се Грци из Чесме населили у Грчкој.

## Историја
Урбани центар и лука региона у антици били су у Еритри (данашњи Илдир), у другом заливу североисточно од Чешмеа.
Највероватније се у Чешмеу налазио старогрчки полис Бутеја (Βουθεια или Βουθια на старогрчком). У 5. веку п.н.е., Бутеја је била зависност од Еритре и плаћала је данак Атини као члан Делског савеза.
Током византијског периода град је постао познат као Крини (Κρηνη или „чесма“ на грчком).
Након отоманског освајања, град је постао познат као Чешме и доживео је своје златно доба у средњем веку, када је модус вивенди успостављен у 14. веку између Републике Ђенове, која је држала Хиос (Сцио), и Бејлика Ајдинида, који је контролисао анадолско копно. Чешме и луке на острву, удаљене само неколико сати и притока Османлијама, али и даље аутономан после 1470. Хиос је постао део Османског царства у лакој кампањи коју је водио Пијале-паша 1566. У ствари, паша је једноставно ставио сидро у Чешмеу и позвао их је да се промене познати аутори. Након османског заузимања и преференцијама страних трговаца, трговачко средиште се постепено помера у Измир, који је до тада био само додириван караванским путевима са истока, а значај данашње метрополе постаје све израженији након 17. века. 1770. залив Чешме постао је место поморске битке код Чешме између руске и османске флоте током руско-турског рата (1768–1774). Од 1867. до 1922. Чешме је био део вилајета Ајдин. Након Балканских ратова, Бошњаци углавном из Црне Горе населили су се у околини Чешмеа као што су Алачати и Чифликкој. Све до 16. септембра 1922. Грци су и даље чинили већинско становништво Чешмеа и околине. У општини Чешме било је 39.073 Грка, док је Турака било 4.539 и 199 Јевреја. 1924. разменом становништва у град су се населили муслимани из Грчке углавном из Верије (Караферије), док су се Грци из Чешме населили у Неа Еритреа и Неа Крини.
Чешме је повратио свој некадашњи сјај почетком 19. века, када су сопствени производи, посебно грожђе и мастика, нашли канале за извоз. Градско становништво се значајно повећало све до раних деценија 20. века, при чему су имиграција са острва Егејског мора и нова димензија сезонског одмаралишта постали важни фактори повећања. Виноградарство је последњих деценија највећим делом замењено гајењем лубеница, које су поред термалних купатила, сурфовања, воћа, винограда, сира, туризма и историје стекле друго име за Чешме.

## Археологија
У јануару 2021. године, археолози су објавили откриће рушевина Афродитиног храма старог 2500 година из 5. века пре нове ере. Између осталих налаза у храму и око њега, пронашли су комад статуе који приказује жену, женску главу од теракоте и натпис који гласи: „Ово је свето подручје“. Трагови храма су први пут ископани 2016. године.

## Клима
Чешме има медитеранску климу са врелим, влажним летима, али са веома малим падавинама; и благе, кишне зиме.
| Клима Чешме (1991–2020)       | Клима Чешме (1991–2020) | Клима Чешме (1991–2020) | Клима Чешме (1991–2020) | Клима Чешме (1991–2020) | Клима Чешме (1991–2020) | Клима Чешме (1991–2020) | Клима Чешме (1991–2020) | Клима Чешме (1991–2020) | Клима Чешме (1991–2020) | Клима Чешме (1991–2020) | Клима Чешме (1991–2020) | Клима Чешме (1991–2020) | Клима Чешме (1991–2020) |
| Показатељ \ Месец             | .Јан.                   | .Феб.                   | .Мар.                   | .Апр.                   | .Мај.                   | .Јун.                   | .Јул.                   | .Авг.                   | .Сеп.                   | .Окт.                   | .Нов.                   | .Дец.                   | .Год.                   |
| ----------------------------- | ----------------------- | ----------------------- | ----------------------- | ----------------------- | ----------------------- | ----------------------- | ----------------------- | ----------------------- | ----------------------- | ----------------------- | ----------------------- | ----------------------- | ----------------------- |
| Максимум, °C (°F)             | 13,6 (56,5)             | 14,4 (57,9)             | 16,6 (61,9)             | 20,1 (68,2)             | 24,6 (76,3)             | 29,0 (84,2)             | 30,8 (87,4)             | 30,9 (87,6)             | 27,9 (82,2)             | 23,7 (74,7)             | 19,0 (66,2)             | 14,9 (58,8)             | 22,2 (72)               |
| Просек, °C (°F)               | 9,5 (49,1)              | 10,2 (50,4)             | 12,3 (54,1)             | 15,4 (59,7)             | 19,7 (67,5)             | 24,1 (75,4)             | 26,2 (79,2)             | 26,3 (79,3)             | 23,0 (73,4)             | 18,9 (66)               | 14,5 (58,1)             | 11,1 (52)               | 17,6 (63,7)             |
| Минимум, °C (°F)              | 5,9 (42,6)              | 6,4 (43,5)              | 8,1 (46,6)              | 10,9 (51,6)             | 15,0 (59)               | 19,4 (66,9)             | 21,9 (71,4)             | 22,2 (72)               | 18,4 (65,1)             | 14,5 (58,1)             | 10,4 (50,7)             | 7,6 (45,7)              | 13,4 (56,1)             |
| Количина падавина, mm (in)    | 114,29 (4,4996)         | 96,61 (3,8035)          | 65,81 (2,5909)          | 36,09 (1,4209)          | 20,2 (0,795)            | 4,62 (0,1819)           | 0,31 (0,0122)           | 0,85 (0,0335)           | 13,05 (0,5138)          | 44,11 (1,7366)          | 76,63 (3,0169)          | 120,37 (4,739)          | 592,94 (23,3441)        |
| Дани са падавинама (≥ 1.0 mm) | 8,9                     | 7,6                     | 6,1                     | 4,6                     | 2,9                     | 2,0                     | 1,0                     | 1,0                     | 1,9                     | 3,4                     | 6,3                     | 9,0                     | 54,7                    |
| Релативна влажност, %         | 76,1                    | 75,1                    | 73,0                    | 72,2                    | 71,3                    | 67,9                    | 67,1                    | 67,7                    | 70,2                    | 73,7                    | 76,1                    | 76,8                    | 72,2                    |
| Сунчани сати — месечни просек | 118,8                   | 142,2                   | 202,5                   | 244,7                   | 307,6                   | 347,8                   | 379,7                   | 355,3                   | 283,3                   | 227,4                   | 152,6                   | 109,1                   | 2.841,1                 |
| Извор: NOAA                   |                         |                         |                         |                         |                         |                         |                         |                         |                         |                         |                         |                         |                         |

## Демографија
| 1990.  | 2000.  |
| ------ | ------ |
| 20.622 | 25.257 |

## Партнерски градови
- Лулео
- Емонак (Аљаска)
- Икалуит
- Акирејри
- Kirkjubæjarklaustur
- Копар
- Xlendi